# Projekt 888
Projekt 888 (v kódu NATO Wodnik II) je lodní třída cvičných lodí z období studené války. Celkem bylo postaveno pět jednotek této třídy. Postaveny byly v Polské lidové republice. Jejich původními uživateli byla námořnictva Německé demokratické republiky, Polské lidové republiky a Sovětského svazu (později Ruska). Jedno plavidlo od Ruska roku 1992 získal Ázerbájdžán.

## Stavba
Celkem bylo postaveno pět jednotek této třídy. Jejich stavbu zajistila polská loděnice Stocznia Północna v Gdaňsku. Po dvou plavidlech odebralo sovětské a polské námořnictvo, přičemž páté získala východoněmecká Volksmarine.
Jednotky projektu 888:
| Jméno               | Uživatel | Verze        | Spuštěna           | Vstup do služby | Status |
| ------------------- | -------- | ------------ | ------------------ | --------------- | --- |
| Wodnik              | Polsko   | Projekt 888  | 29. listopadu 1975 | 28. května 1976 | Aktivní. |
| Gryf                | Polsko   | Projekt 888  | 13. března 1976    | 26. září 1976   | Vyřazena 31. května 2005. |
| Ługa                | SSSR     | Projekt 888R | 27. listopadu 1976 | 31. března 1977 | Baltské loďstvo. Vyřazena 1995. |
| Oka                 | SSSR     | Projekt 888R | 7. ledna 1977      | 24. května 1977 | Baltské loďstvo. Od roku 1983 součást Kaspické flotily. Roku 1992 plavidlo získal Ázerbájdžán jako velitelskou loď T-710. Ještě v roce 2015 byla ve službě. |
| Wilhelm Pieck (S61) | NDR      | Projekt 888N | 5. února 1976      | 22. června 1976 | Vyřazena 1. července 1996. |

## Konstrukce

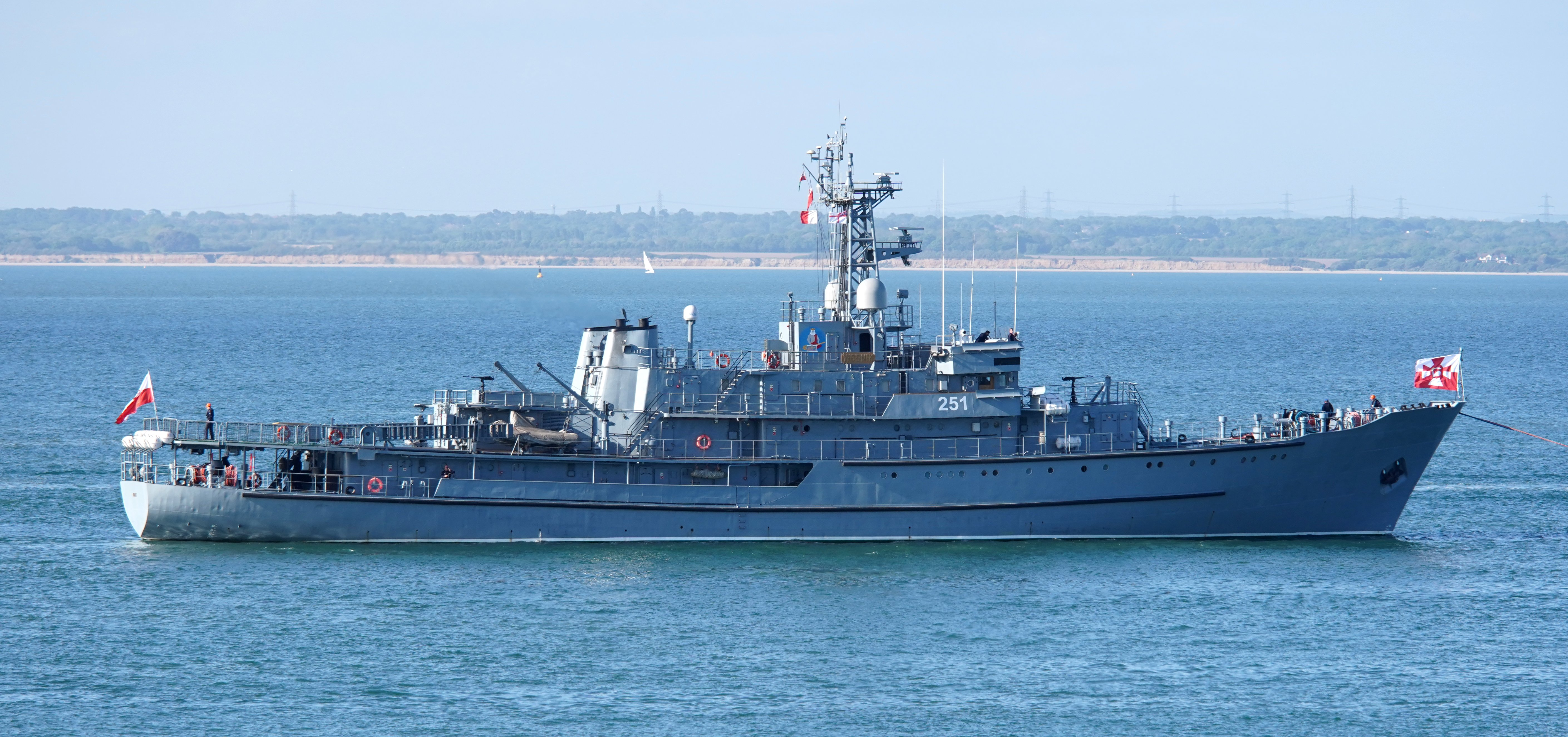
ORP Wodnik

Polská plavidla projektu 888 nesla výzbroj tvořenou dvěma 45mm protiletadlovými kanóny 21-K, dvěma 30mm kanóny AK-230 a dvěma 25mm dvoukanóny 2M-3M. Byly vybaveny navigačním radarem a střeleckým radarem MR-104 Rys (v kódu NATO: Drum Tilt), který řídil palbu systému AK-230. Roku 1985 původní 25mm kanóny nahradily dva 23mm kanóny ZU-23-2M. Cvičná loď Wodnik má na zádi přistávací plochu pro vrtulník.
Sovětská plavidla projektu 888 měla posádku 56 osob (z toho dvacet důstojníků) a 93 kadetů. Byla vybavena radarem Don. Poháněly je dva diesely Zgoda-Sulzer 6ТD-48 o výkonu 1800 hp, roztáčející dva lodní šrouby s pevnými lopatkami. Nejvyšší rychlost dosahovala sedmnáct uzlů. Dosah byl 7800 námořních mil při rychlosti jedenáct uzlů.

## Služba

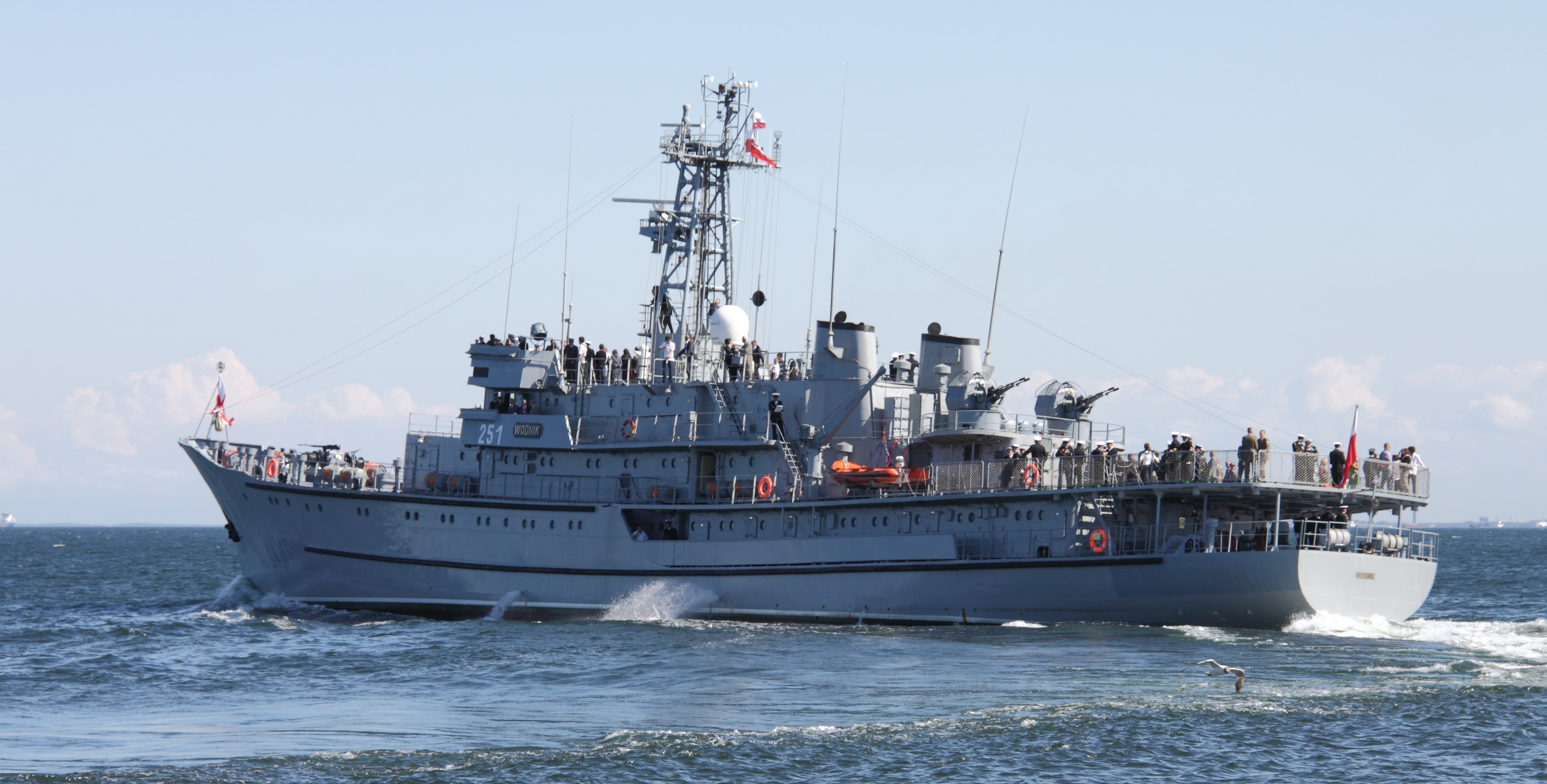
ORP Wodnik

Cvičná loď Wodnik se roku 1991 se účastnila Operace Pouštní bouře v roli nemocniční lodě. Roku 2024 na plavidle Wodnik zahájili stáž kadeti Oděské námořní akademie.